# Ortho-Klinik Dortmund

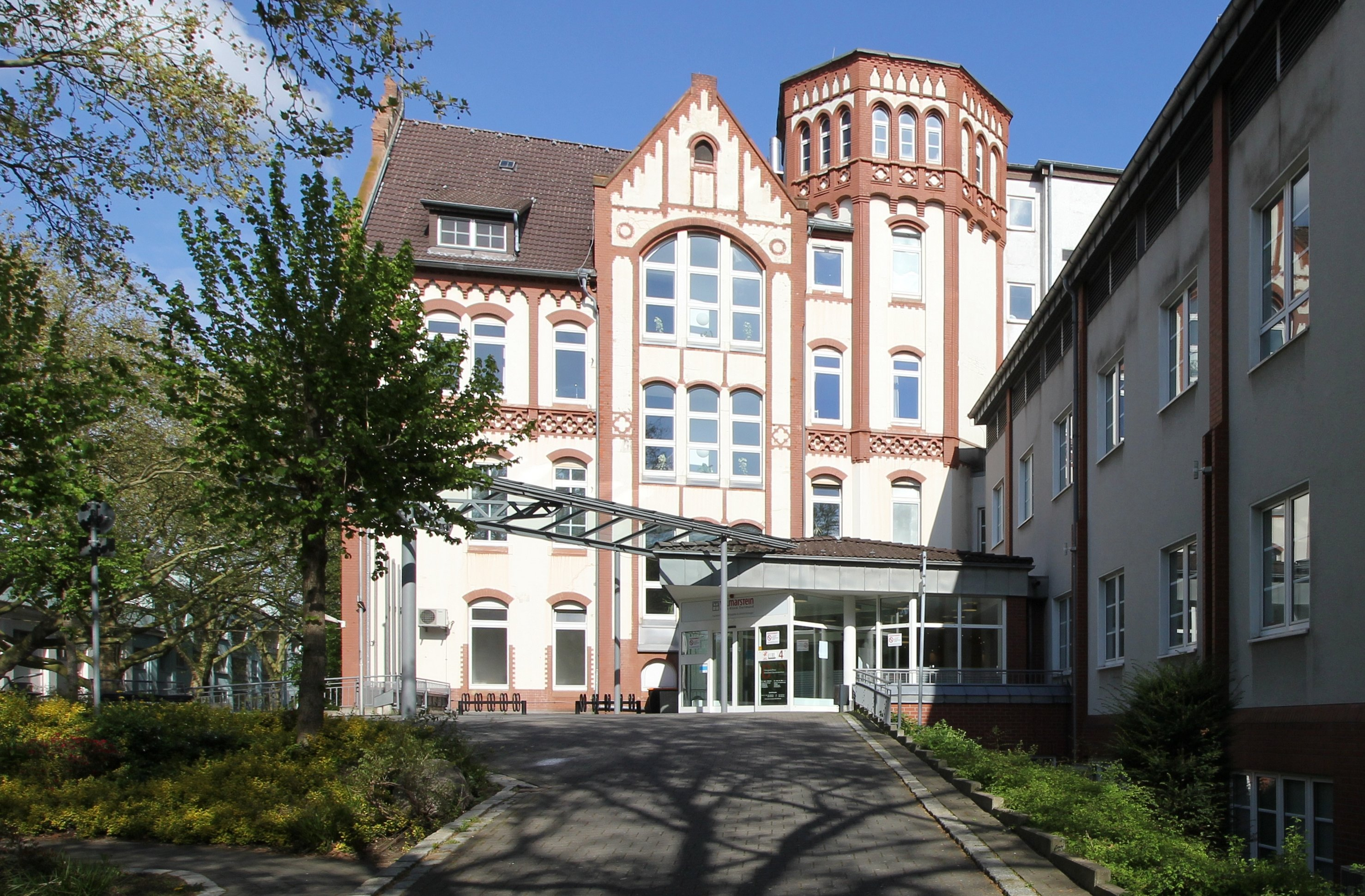
Haupteingang

Die Ortho-Klinik Dortmund war ein Fachkrankenhaus für Orthopädie und Unfallchirurgie im Dortmunder Stadtteil Hörde.

## Geschichte
1864 initiierten die evangelischen Gemeinden in Hörde die Gründung eines Armen- und Krankenhauses für Bedürftige und Notleidende. Unterstützt durch private Spenden konnte bereits 1865 das Haus eröffnet werden. Die Pflege der Patienten wurde zu Anfang durch eine Wärterin bewerkstelligt, die jedoch bald durch zwei Diakonissen unterstützt wurde. Nach kurzer Zeit wurden die Räumlichkeiten jedoch zu klein, so dass 1867 mit einem Neubau begonnen wurde. 1869 konnte ein 50 Betten umfassender Neubau bezogen werden. Das jetzt als Bethanien firmierende Haus wurde medizinisch durch den Hörder Arzt Moritz Ruhfus betreut, der diese Tätigkeit bis 1891 neben seiner hausärztlichen Praxis durchführte. Aufgrund von baulichen Mängeln und zunehmender Platznot erfolgte 1903 abermals ein Neubau der jetzigen Adresse, der 1905 bezogen werden konnte.
2012 übernahm die Evangelische Stiftung Volmarstein das Haus gemeinsam mit dem evangelischen Krankenhaus Lütgendortmund. Im Rahmen von Umgestaltungen wurde das Lütgendortmunder Haus jedoch weiterveräußert. Das Bethanien schloss zum Januar 2015 seine internistischen Abteilungen und wurde in eine orthopädisch-unfallchirurgische Fachklinik umgewandelt. Zeitgleich erfolgte die Umbenennung in Ortho-Klinik. Zum 1. Januar 2022 fusionierte die Ortho-Klinik mit der Orthopädischen Klinik Volmarstein in Wetter. Am 31. März 2023 wurde der Betrieb aufgrund des zu erwartenden Krankenhausstrukturgesetzes NRW geschlossen und die Expertise mit der Orthopädischen Klinik Volmarstein an einem Standort in Wetter gebündelt.